# Guadalupe County (New Mexico)
Guadalupe County ist ein County im Bundesstaat New Mexico der Vereinigten Staaten. Hier leben 4.687 Menschen. Der Verwaltungssitz (County Seat) ist Santa Rosa.

## Geographie
Das County hat eine Fläche von 7.852 Quadratkilometern; davon sind 3 Quadratkilometer (0,04 Prozent) Wasserflächen. Das County grenzt in New Mexico im Uhrzeigersinn an die Countys: San Miguel County, Quay County, De Baca County, Lincoln County und Torrance County.

## Geschichte
Neun Bauwerke und Stätten des Countys sind im National Register of Historic Places eingetragen (Stand 17. Februar 2018).

## Demografische Daten

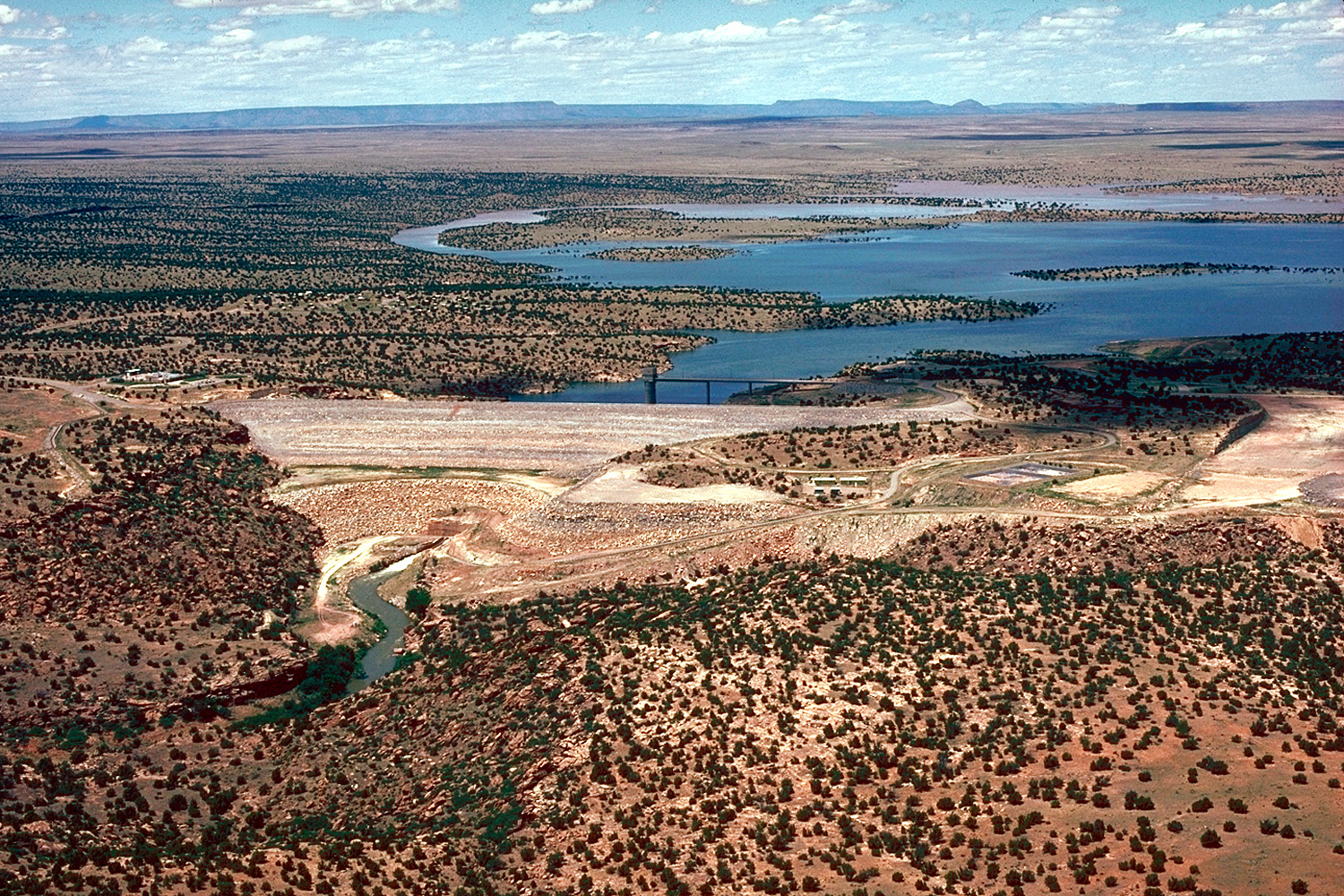
Der Santa Rosa Lake

Nach der Volkszählung im Jahr 2000 lebten im County 4.680 Menschen. Es gab 1.655 Haushalte und 1.145 Familien. Die Bevölkerungsdichte betrug 1 Einwohner pro Quadratkilometer. Ethnisch betrachtet setzte sich die Bevölkerung zusammen aus 54,06 % Weißen, 1,32 % Afroamerikanern, 1,13 % amerikanischen Ureinwohnern, 0,53 % Asiaten, 0,04 % Bewohnern aus dem pazifischen Inselraum und 39,06 % aus anderen ethnischen Gruppen; 3,85 % stammten von zwei oder mehr ethnischen Gruppen ab. 81,22 % der Bevölkerung waren spanischer oder lateinamerikanischer Abstammung.
Von den 1.655 Haushalten hatten 33,80 % Kinder und Jugendliche unter 18 Jahre, die bei ihnen lebten. 49,50 % waren verheiratete, zusammenlebende Paare, 14,30 % waren allein erziehende Mütter. 30,80 % waren keine Familien. 27,90 % waren Singlehaushalte und in 11,50 % lebten Menschen im Alter von 65 Jahren oder darüber. Die Durchschnittshaushaltsgröße betrug 2,51 und die durchschnittliche Familiengröße lag bei 3,05 Personen.
Auf das gesamte County bezogen setzte sich die Bevölkerung zusammen aus 24,40 % Einwohnern unter 18 Jahren, 9,20 % zwischen 18 und 24 Jahren, 30,70 % zwischen 25 und 44 Jahren, 21,90 % zwischen 45 und 64 Jahren und 13,80 % waren 65 Jahre alt oder darüber. Das Durchschnittsalter betrug 38 Jahre. Auf 100 weibliche Personen kamen 121,50 männliche Personen, auf 100 Frauen im Alter ab 18 Jahren kamen statistisch 126,30 Männer.

Das jährliche Durchschnittseinkommen eines Haushalts betrug 24.783 USD, das Durchschnittseinkommen der Familien betrug 28.279 USD. Männer hatten ein Durchschnittseinkommen von 22.463 USD, Frauen 18.500 USD. Das Prokopfeinkommen betrug 11.241 USD. 21,60 % der Bevölkerung und 18,10 % der Familien lebten unterhalb der Armutsgrenze. 24,10 % davon waren unter 18 Jahre und 19,40 % waren 65 Jahre oder älter.

## Orte im Guadalupe County
Im Guadalupe County liegen zwei Gemeinden, davon eine City und eine Town. Zu Statistikzwecken führt das U.S. Census Bureau fünf Census-designated places, die dem County unterstellt sind und keine Selbstverwaltung besitzen. Diese sind wie die Unincorporated Communities gemeindefreies Gebiet.
| City - Santa Rosa | Town - Vaughn |

Census-designated places (CDP)
| - Anton Chico - Llano del Medio - Newkirk | - Pastura - Puerto de Luna |

andere Unincorporated Communities
- Cuervo